# آگوستا ای.۱۱۵
آگوستا ای.۱۱۵ (با شماره ثبت I-AGUC) یک نمونه اولیه بالگرد بود که در سال ۱۹۶۱ در ایتالیا پرواز کرد. این بالگرد در اصل یک بل ۴۷جی-۳ با دم لوله‌ای بدون پوشش و با موتور توربوشفت Turbomeca Astazou II بود. هیچ نمونه عملیاتی از آن تولید نشد.

## مشخصات فنی
داده‌ها از Jane's All The World's Aircraft 1961–62
ویژگی‌های عمومی
- خدمه: ۱
- ظرفیت: ۳ مسافر یا سه برانکارد و خدمتکار پزشکی
- طول: ۹٫۹۱ متر (۳۲ فوت ۶ اینچ)
- ارتفاع: ۲٫۹۴ متر (۹ فوت ۸ اینچ)
- وزن خالی: ۷۳۰ کیلوگرم (۱٬۶۰۹ پوند)
- وزن ناخالص: ۱٬۳۵۰ کیلوگرم (۲٬۹۷۶ پوند)
- پیشرانه: ۱ عدد موتور توربوشفت Turbomeca Astazou II, ۳۶۰ کیلووات (۴۸۰ اسب بخار)
- قطر روتور اصلی:  ۱۱٫۳۳ متر (۳۷ فوت ۲ اینچ)
- مساحت روتور اصلی: ۱۰۱ متر مربع (۱٬۰۹۰ فوت مربع)

عملکرد
- حداکثر سرعت: ۱۷۰ کیلومتر بر ساعت (۱۱۰ مایل بر ساعت، ۹۲ گره)
- سرعت کروز: ۱۵۰ کیلومتر بر ساعت (۹۳ مایل بر ساعت، ۸۱ گره)
- بُرد: ۲۶۰ کیلومتر (۱۶۰ مایل، ۱۴۰ مایل دریایی)
- حداکثر ارتفاع: ۴٬۷۵۰ متر (۱۵٬۵۸۰ فوت)

## همچنین ببینید
توسعه مرتبط
- بل ۴۷
- بل ۴۷جی رنجر